# Cattedrale di Santa Maria di Oloron
L'ex cattedrale di Santa Maria di Oloron si trova ad Oloron-Sainte-Marie, nel dipartimento dei Pirenei Atlantici. Essa è stata classificata come monumento storico di Francia il 7 marzo 1939 ed iscritta nella lista del patrimonio dell'umanità dall'UNESCO (1998) nel Cammino di Santiago di Compostela..

## Storia
La sua costruzione ebbe inizio nel 1102 per decisione di Gastone IV di Béarn, detto il Crociato, visconte di Béarn. Essa fu la cattedrale, sede episcopale, dell'allora diocesi di Oloron, che venne soppressa nel 1802 ed il cui territorio venne assegnato alla diocesi di Bayonne..

## Architettura
Davanti al suo portale romanico, un massiccio campanile-porticato, di carattere difensivo, risalente al XII secolo, è sormontato da un tetto in ardesia. Il timpano principale è ornato da una deposizione scolpita.

## Immagini della Cattedrale

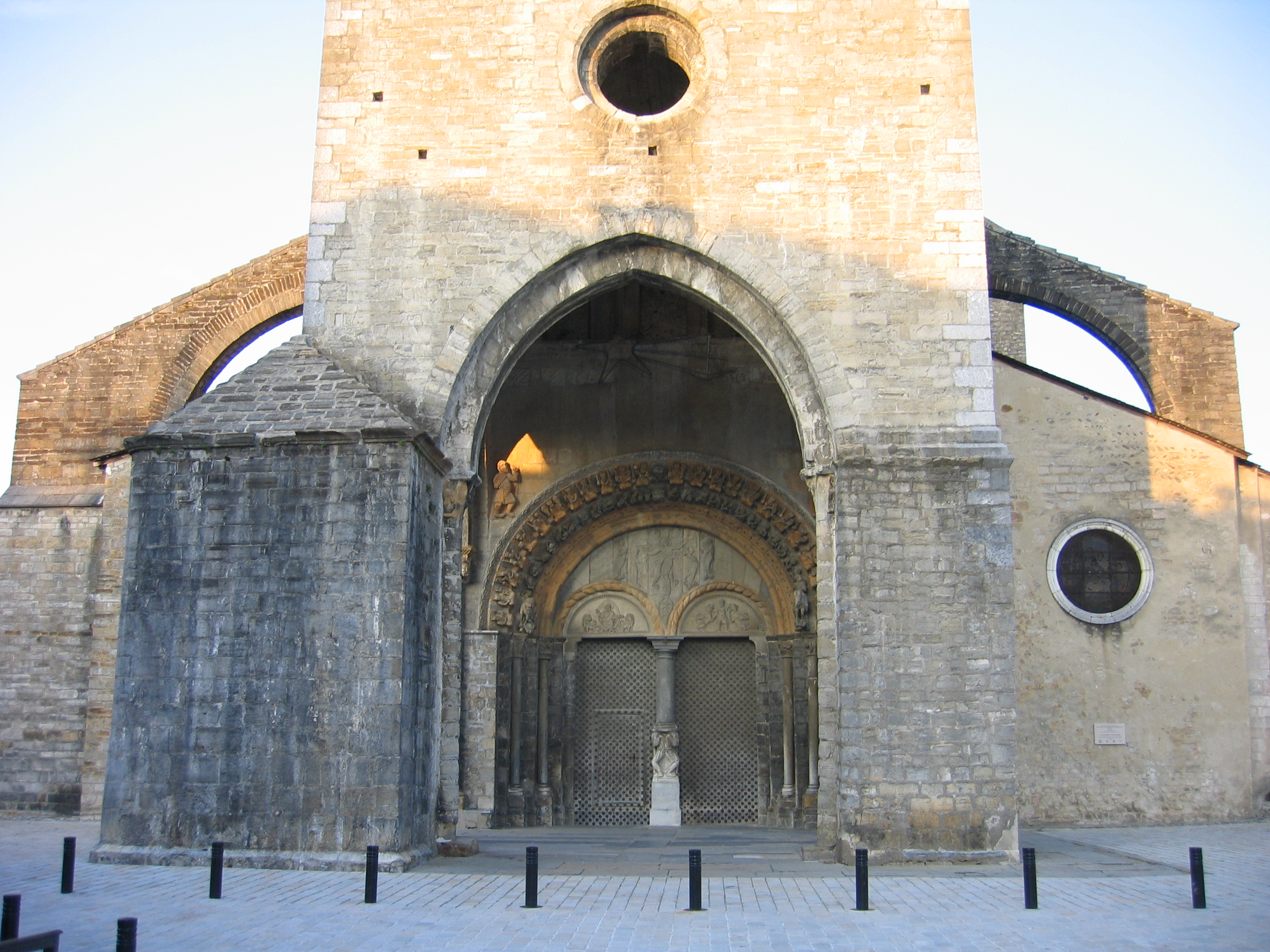
Ingresso alla chiesa
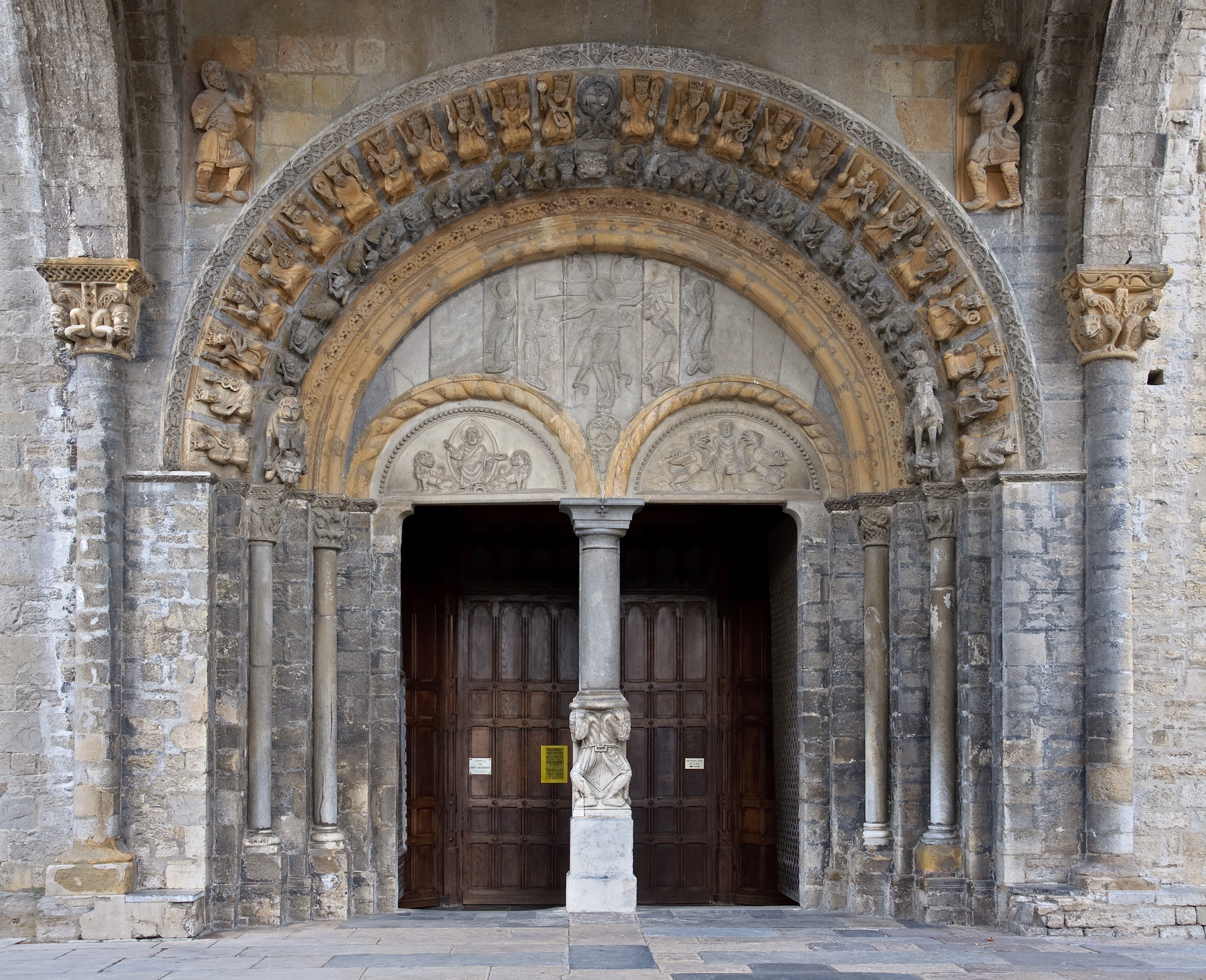
Il portale ovest sotto il campanile-porticato
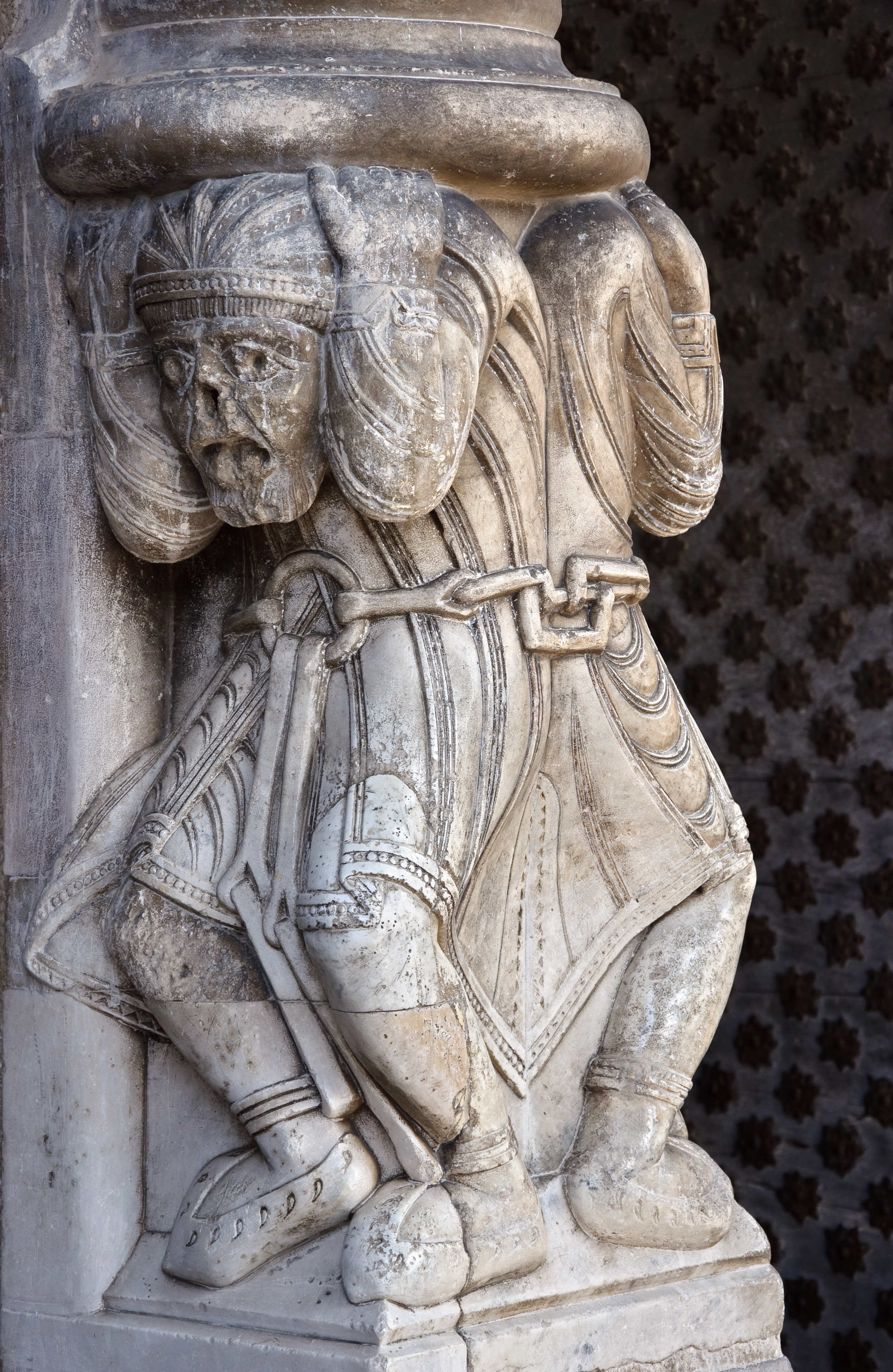
Gli atlanti incatenati del trumeau del portale ovest
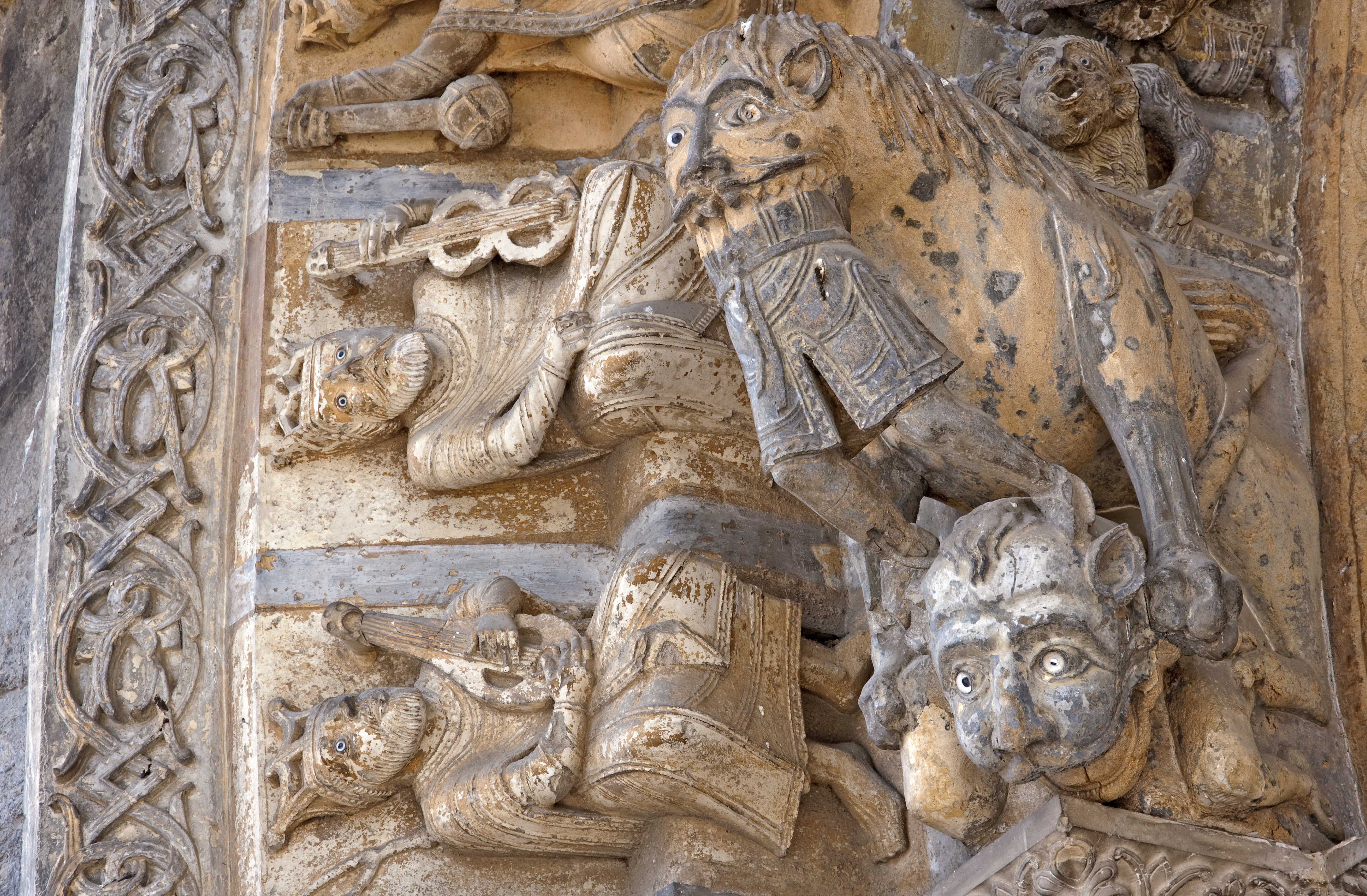
Dettaglio del portale: il «divoratore di uomini» e due re musicanti